# Mikrobielle flüchtige organische Verbindungen
Mikrobielle flüchtige organische Verbindungen (engl. Microbial Volatile Organic Compounds – MVOC) sind leicht flüchtige Stoffwechselprodukte von Mikroorganismen. Der Begriff MVOC wurde analog zum Begriff VOC geprägt.

## Hintergrund
Mikrobielle flüchtige organische Verbindungen bestehen aus unterschiedlichen Stoffklassen wie beispielsweise Aldehyde, Alkanole, Alkenole, Ether, Ketone, Terpene und weisen Siedepunkte von 0 °C bis 250 °C auf. Sie können Effektor sein oder auch auf andere Organismen wirken. Muffiger Geruch wird häufig auf die Bildung von mikrobiellen flüchtigen organischen Verbindungen durch Schimmelpilze oder Bakterien zurückgeführt.

## Messtechnischer Nachweis
Ein messtechnischer Nachweis von mikrobiellen flüchtigen organischen Verbindungen kann mittels Adsorption mit anschließender Thermodesorption oder Lösemitteldesorption erfolgen. Aufgrund der Flüchtigkeit der zu detektierenden Substanzen und deren großen Anzahl wird zur Bestimmung von Einzelkomponenten das Verfahren der Gaschromatographie angewandt.
Der Nachweis ausgewählter mikrobieller flüchtiger organischer Verbindungen kann einen Hinweis auf einen verdeckten Schimmelpilzbefall geben. Ihre Konzentration liegt im ng/m3-Bereich.